# Vastedda
La vastedda è una pagnotta tipica siciliana di grosse dimensioni, con un peso che va da 500 g a 1500 g, di forma rotonda e piena, diffusa sia a Palermo che nella Sicilia sud orientale (province di Catania e Provincia di Siracusa).

## Produzione
In Sicilia diverse preparazioni assumo il nome di vastedda.

### Vastedda fritta
A Gratteri, in provincia di Palermo, si produce la Vastedda fritta che è una frittella dolce o salata. La vastedda fritta è stata ufficialmente inserita nella lista dei prodotti agroalimentari tradizionali italiani (P.A.T) del Ministero delle politiche agricole alimentari e forestali (Mipaaf), e ad essa è dedicata anche una sagra che si svolge a Gratteri ogni 15 agosto.

### Vastedda di Ramacca
Esiste anche una versione della vastedda prodotta a Ramacca in provincia di Catania a 40 km dal capoluogo di provincia. Prodotta con farine locali ha tipicamente forma rotonda ma esistono anche le forme a filone e a ciambella dette "cucciddatu". Viene impastata la farina con acqua a 35 °C e il crescente naturale viene rinnovato ogni 12 ore. Ormai è prodotta in una produzione prevalentemente familiare con forni a legna a fuoco diretto.

### U Vastidduni di Piazza Armerina
A Piazza Armerina, provincia di Enna, la vastedda si declina in Vastidduni e si caratterizza per la spessa crosta e per la mollica compatta.

## Altri prodotti
Il termine vastedda è passato dall'indicare la forma rotonda delle pagnotte ad indicare anche altri prodotti non da forno, che però hanno una forma a vastedda.

### Formaggi
Fra gli altri formaggi indicati col nome vastedda, esistono in Sicilia due formaggi che sono stati riconosciuti da appositi disciplinari:
- Vastedda palermitana è un formaggio P.A.T. prodotto in provincia di Palermo.
- Vastedda della Valle del Belice è un formaggio a D.O.P prodotto nella valle del Belice in Sicilia.